# Индейцев, Дмитрий Анатольевич
Дмитрий Анатольевич Индейцев (2 декабря 1948, Горький — 28 декабря 2022, Санкт-Петербург) — советский и российский учёный в области механики, член-корреспондент РАН.

## Биография
Родился 2 декабря 1948 года в Горьком.
В 1966 году поступил в Ленинградский политехнический институт, который окончил в 1972 году.
В 1972—1987 годах работал в Научно-исследовательской лаборатории Ленинградского высшего военно-морского инженерного училища им. Ф. Э. Дзержинского, инженер, старший инженер, преподаватель кафедры «Строительная механика корабля», старший научный сотрудник.
С 1987 года работал в Институте проблем машиноведения (ИПМаш) АН СССР/РАН, старший научный сотрудник, заведующий лабораторией «Гидроупругость». С 1993 года — заместитель директора ИПМаш РАН по научной работе.
Научные интересы в области механики деформируемого твердого тела, волновой динамики, гидроупругости, теории нелинейных процессов
В 1995 году защитил диссертацию на соискание учёной степени доктора физико-математических наук.
С 1999 года — профессор по специальности «Механика деформируемого твердого тела».
С 2002 года — исполнял обязанности директора, с 2004 по 2015 год — директор ИПМаш РАН. В 2006 году избран членом-корреспондентом РАН.
Во время работы в ИПМаш РАН, несмотря на трудное для российской науки время, Дмитрий Анатольевич Индейцев привлёк в институт большое количество известных учёных-механиков (в том числе проф. П. А. Жилина, проф. В. А. Пальмова, академика Н. Ф. Морозова и др.), а также молодых учёных, что сделало ИПМаш РАН одним из ведущих научных центров России по механике.
Скончался 28 декабря 2022 года.
Похоронен на Большеохтинском кладбище Санкт-Петербурга.

## Преподавательская деятельность
Профессор кафедры «Теория упругости» математико-механического факультета Санкт-Петербургского Государственного Университета;
Зав. кафедрой «Механика и процессы управления» физико-механического факультета Санкт-Петербургского Государственного Политехнического Университета (с 2014 года). Среди его учеников 3 доктора и 9 кандидатов наук.
Руководитель «Городского семинара по механике», основанного В. В. Новожиловым.

## Награды
Лауреат премии Правительства Санкт-Петербурга в области высшего и среднего профессионального образования за 2008 год (с В. А. Пальмовым, А. И. Боровковым).